# Krisztián Pogacsics
Krisztián Pogacsics (Zalaegerszeg, 17 ottobre 1985) è un ex calciatore ungherese, di ruolo portiere.

## Palmarès

### Club

#### Competizioni nazionali
- Nemzeti Bajnokság II: 1

Puskás Akadémia: 2016-2017